# Artur Sedó i Guixard
Artur Sedó i Guixard (Barcelona, 19 de gener de 1881 - Barcelona, 12 d'octubre de 1965) fou un enginyer i industrial tèxtil establert a Esparreguera a les «Manufacturas Sedó», conegudes com la Colònia Sedó. Era un amic de l'arts, mecenes i tocava el piano. Al llarg de la seva vida, va reunir la col·lecció d'obres dramàtiques més important d'Europa.

## Biografia
Va néixer al carrer Escudellers de Barcelona, fill d'Antoni Sedó Pàmies (1842-1902), nascut a Reus, i de Vitorina Guixard i Albeniu, natural de Barcelona. Fou germà de Lluís Sedó i Guichard (1873-1952), ambdós industrials i polítics.
Es va casar amb Dolors Peris-Mencheta i Guix (1884-1962), filla del periodista valencià Francisco Peris Mencheta. i va tenir diversos fills: Alfred i Joan Sedó Peris-Mencheta.

## El fons Artur Sedó
El seu fons està dipositat al Museu de les Arts Escèniques i recull no només la col·lecció que ell va anar reunint, sinó també biblioteques senceres que va anar comprant. L'Institut del Teatre comprà la part d'àmbit teatral el 1968 als seus fills Una tercera part documental fou comprada per la Diputació de Barcelona i es conserva des de l'any 1969 a la Biblioteca de Catalunya.
El fons no es limita només a llibres, sinó que es pot dividir en part bibliogràfica, i la part anomenada “Documents Sedó”, una col·lecció de documents solts en la que s'inclouen fotografies, cartes, manuscrits, dedicatòries, autògrafs, invitacions, documentació administrativa, etc. de tota mena de personatges i institucions relacionades amb el món de les arts escèniques de les darreries del segle xix fins ben entrat el segle xx. El fons institucional del Teatro Real de Madrid recopilat per Luis Paris pertany a aquesta col·lecció de documents.
El fons conservat al Museu de les Arts Escèniques i a l'Institut del Teatre està compost d'unes 5.500 unitats documentals, es pot recuperar gràcies al seu catàleg propi, ordenat per nom de l'autor o protagonista del document. A través d'una base de dades és consultable en línia. El fons conservat a la Biblioteca de Catalunya és consultable a través del catàleg en línia.